# Liste der Gewässer in Berlin-Frohnau

Lage von Frohnau in Berlin

In der Liste der Gewässer in Berlin-Frohnau sind Gewässer des Berliner Ortsteils Frohnau im Bezirk Reinickendorf aufgeführt.
Zur Regenwasserversickerung wurden bei der Anlage der Gartenstadt Frohnau zahlreiche Teiche geschaffen. Auch natürliche Pfuhle eigneten sich dafür. Die Gewässer sind zumeist Bestandteile von geschützten Grünanlagen, deren ökologische Funktion jedoch eingeschränkt ist. In Frohnau befinden sich 18 solcher Teiche und Pfuhle, die größtenteils nach der jeweils anliegenden Straße benannt sind. Einige Gewässer sind nach Niederschlagspausen zeitweise ausgetrocknet. Zudem befindet sich der Hubertussee in Berlin-Frohnau. Am Ludolfingerplatz befinden sich ferner mehrere kleine Wasserspiele (hier – ebenso wie Gartenteiche etc. – nicht aufgeführt).

## Tabelle
| Name                               | Straße                                      | Koordinaten                  | Foto |
| ---------------------------------- | ------------------------------------------- | ---------------------------- | ---- |
| Amselteich                         | Im Amseltal, Nibelungenstraße               | 52° 38′ 8″ N, 13° 16′ 55″ O  |      |
| Artuspfuhl                         | Artuswall, Olwenstraße                      | 52° 37′ 45″ N, 13° 16′ 10″ O |      |
| Dammteich                          | Fürstendamm                                 | 52° 37′ 57″ N, 13° 17′ 37″ O |      |
| Edelteich (a)                      | Edelhofdamm (Josef Brix Felix Genzmer Park) | 52° 38′ 3″ N, 13° 17′ 42″ O  |      |
| Edelteich (b)                      | Edelhofdamm (Josef Brix Felix Genzmer Park) | 52° 38′ 5″ N, 13° 17′ 49″ O  |      |
| Eichenpfuhl                        | Am Eichenhain, Neubrücker Straße            | 52° 38′ 12″ N, 13° 15′ 54″ O |      |
| Fürstenteich                       | Fürstendamm                                 | 52° 37′ 55″ N, 13° 17′ 55″ O |      |
| Hubertussee (inkl. Hubertusgraben) | Hubertusweg                                 | 52° 39′ 27″ N, 13° 18′ 25″ O |      |
| Laurinteich                        | Laurinsteig                                 | 52° 38′ 7″ N, 13° 16′ 21″ O  |      |
| Ludwig-Lesser-Teich                | Markgrafenstraße (Ludwig-Lesser-Park)       | 52° 38′ 19″ N, 13° 17′ 20″ O |      |
| Mehringteich                       | Mehringer Straße, Zeltinger Straße          | 52° 38′ 24″ N, 13° 17′ 54″ O |      |
| Neubrückerteich                    | Neubrücker Straße                           | 52° 38′ 26″ N, 13° 16′ 54″ O |      |
| Neurandteich                       | Neubrücker Straße                           | 52° 38′ 20″ N, 13° 16′ 26″ O |      |
| Nibelungenteich                    | Stolzingstraße                              | 52° 38′ 14″ N, 13° 16′ 43″ O |      |
| Pilzteich                          | Am Pilz, Oranienburger Chaussee             | 52° 38′ 36″ N, 13° 18′ 11″ O |      |
| Teich im Rosenanger                | Im Fischgrund                               | 52° 37′ 45″ N, 13° 18′ 7″ O  |      |
| Scheringteich                      | Schönfließer Straße                         | 52° 38′ 31″ N, 13° 17′ 17″ O |      |
| Stolzingteich                      | Stolzingstraße                              | 52° 38′ 9″ N, 13° 16′ 38″ O  |      |
| Welfenteich                        | Welfenallee                                 | 52° 37′ 44″ N, 13° 17′ 8″ O  |      |